# Apanteles nydia
Apanteles nydia är en stekelart som beskrevs av Nixon 1967. Apanteles nydia ingår i släktet Apanteles och familjen bracksteklar. Inga underarter finns listade i Catalogue of Life.